# Magnitud (astronomia)

Il·lustració de fonts lluminoses de magnitud 1 a 3,5, en increments de 0,5

En astronomia, la magnitud és la mesura de la lluentor d'un estel. Els antics astrònoms grecs anomenaven estels de primera grandària (primera magnitud), als estels més brillants que apareixien després de l'ocàs solar i als últims que desapareixien després de la sortida del Sol, i successivament estels de segona grandària (segona magnitud), tercera magnitud, etc., fins als estels de sisena magnitud, els estels visibles sols amb foscor total.
Al segle II a. C., l'astrònom i matemàtic grec Hiparc de Nicea va reunir un catàleg de gairebé 1000 estels apreciables a ull nu, agrupant-los en sis categories a les quals va denominar magnituds. Els més brillants van ser classificats com de primera magnitud; els més tènues com de sisena magnitud. Aquesta classificació segueix emprant-se en l'actualitat, encara que amb modificacions. La més significativa va ser introduïda al segle xix per l'astrònom anglès Norman Pogson.

## Història

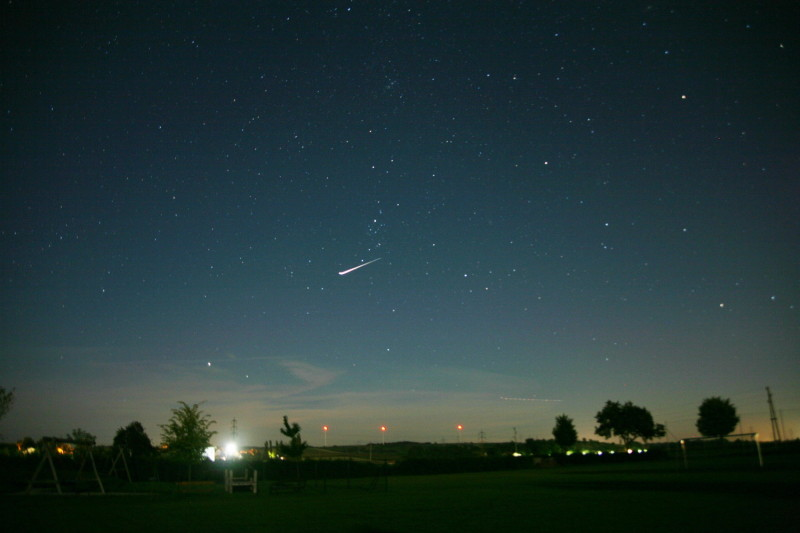
Fonts lluminoses de diferents magnituds. Una flamarada de satèl·lit molt brillant pot veure's al cel nocturn

Al segle ii, l'astrònom grec Hiparc va elaborar un catàleg en què assenyalava la brillantor aparent de les estrelles. Al segle ii de la nostra era, l'astrònom alexandrí Ptolemeu va classificar les estrelles en una escala de sis punts, i va originar el terme magnitud.
A simple vista, una estrella més prominent com Sírius o Arcturus sembla més gran que una estrella menys prominent com Mizar, que al seu torn sembla més gran que una estrella realment feble com Alcor. En 1736, el matemàtic John Keill va descriure així l'antic sistema de magnituds a simple vista:

Les Estrelles fixes semblen ser de diferents Magnituds, no perquè realment ho siguin, sinó perquè no totes estan igualment distants de nosaltres. Les que estan més a prop sobresortiran en brillantor i mida; les estrelles més llunyanes donaran una llum més tènue i semblaran més petites a l'ull. D'aquí sorgeix la distribució de les "Estrelles", d'acord amb el seu ordre i dignitat, a "Classes"; la primera classe conté les que estan més a prop nostre, s'anomenen "Estrelles" de la primera magnitud; les que estan al costat d'elles, són "Estrelles" de la segona magnitud... i així successivament, "fins que arribem a les "Estrelles" de la sisena magnitud, que comprenen les "Estrelles" més petites que poden ser discernides amb l'ull nu. Doncs totes les altres Estrelles, que només es veuen amb l'ajuda d'un Teles entre aquests sis Ordres. Encara que la distinció de les Estrelles en sis Graus de Magnitud és comunament rebuda pels Astrònoms; Estrelles, com hi ha Estrelles, sent poques d'elles exactament de la mateixa Grandesa i Lustre. I fins i tot entre aquelles Estrelles que són considerades de la classe més brillant, apareix una Varietat de Magnitud; perquè Sírius o Arcturus són cadascuna més brillant que Aldebaran o l'Ull de Bou, o fins i tot que la Estrella a Spica; i no obstant totes aquestes Estrelles són considerades entre les Estrelles del primer Ordre: I hi ha algunes Estrelles de tal Ordre intermedial, que els Astrònoms han diferit a classificar-les; alguns posant les mateixes Estrelles en una Classe, altres en una altra. Per exemple: El petit Gos va ser col·locat per Tycho entre les Estrelles de la segona Magnitud, que Ptolomeu va considerar entre les Estrelles de la primera Classe: I per tant no és veritablement ni de la primera ni de la segona Ordre, sinó que ha de ser classificada en un Lloc.

Cal tenir en compte que com més brillant és l'estrella, menor és la seva magnitud: les estrelles brillants de "primera magnitud" són estrelles de "primera classe", mentre que les estrelles amb prou feines visibles a simple vista són de "sisena magnitud" o "sisena classe".
El sistema era una simple delimitació de la brillantor estel·lar en sis grups diferents, però no tenia en compte les variacions de brillantor dins un mateix grup.
Tycho Brahe va intentar mesurar directament la "grandesa" de les estrelles en termes de grandària angular, la qual cosa en teoria significava que la magnitud d'una estrella podia determinar-se mitjançant alguna cosa més que el judici subjectiu descrit a la cita anterior. Va arribar a la conclusió que les estrelles de primera magnitud mesuraven 2 minuts d'arc (2′) de diàmetre aparent (1⁄30 de grau, o 1⁄15 el diàmetre de la lluna plena), amb estrelles de segona a sisena magnitud que mesuren 1 1⁄2′, 1 1⁄12′, 3⁄4′, 1⁄2′ i 1⁄3′, respectivament. El desenvolupament del telescopi va demostrar que aquestes grans mides eren il·lusoris: les estrelles apareixien molt més petites a través del telescopi. Tot i això, els primers telescopis produïen una imatge espúria en forma de disc d'una estrella que era més gran per a les estrelles més brillants i més petita per a les més febles. Els astrònoms des de Galileo fins a Jacques Cassini van confondre aquests discos espuris amb els cossos físics de les estrelles, i així fins al segle xviii continuaren pensant en la magnitud en termes de la mida física d'una estrella. Johannes Hevelius va elaborar una taula molt precisa de mides d'estrelles mesurades telescòpicament, però ara els diàmetres mesurats oscil·laven entre poc més de sis segons d'arc per a la primera magnitud fins a poc menys de 2 segons per a la sisena magnitud. Per a l'època de William Herschel els astrònoms reconeixien que els discos telescòpics de les estrelles eren espuris i una funció del telescopi així com de la brillantor de les estrelles, però seguien parlant en termes de la grandària d'una estrella més que de la seva brillantor. Fins i tot bé entrat el segle xix el sistema de magnituds seguia escrivint-se en termes de sis classes determinades per la mida aparent, en què

No hi ha cap altra regla per classificar les estrelles que l'estimació de l'observador; i per això alguns astrònoms consideren de primera magnitud les estrelles que altres estimen de segona.

No obstant això, a mitjan segle xix els astrònoms ja havien mesurat les distàncies a les estrelles mitjançant la paral·latge estel·lar, i així van comprendre que les estrelles estan tan lluny que essencialment apareixen com fonts puntuals de llum. Després dels avenços en la comprensió del difracció de la llum i la visió astronòmica, els astrònoms van comprendre plenament que les mides aparents de les estrelles eren espuris i com aquestes mides depenien de la intensitat de la llum procedent d'una estrella (és a dir, la brillantor aparent de la estrella/cm2), de manera que els estels més brillants semblaven més grans.

### Definició moderna
Les primeres mesures fotomètriques (realitzades, per exemple, utilitzant una llum per projectar una "estrella" artificial al camp de visió d'un telescopi i ajustant-la perquè coincidís en brillantor amb les estrelles reals) van demostrar que les estrelles de primera magnitud són unes 100 vegades més brillants que les de sisena magnitud.
Així, en 1856 Norman Pogson d'Oxford va proposar que una escala logarítmica de 5√100 ≈ 2,512 se adoptés entre magnituds, de manera que cinc passos de magnitud corresponguessin precisament a un factor de 100 en brillant. Cada interval d'una magnitud equival a una variació de brillantor de 5√100 o aproximadament 2,512 vegades. En conseqüència, una estrella de magnitud 1 és unes 2,5 vegades més brillant que una estrella de magnitud 2, unes 2,52 vegades més brillant que una estrella de magnitud 3, unes 2,53 vegades més brillant que una estrella de magnitud 4, i així successivament.
Aquest és el sistema modern de magnituds, que mesura la brillantor, no la mida aparent, de les estrelles. Usant aquesta escala logarítmica, és possible que una estrella sigui més brillant que les de "primera classe", per la qual cosa Arcturus o Vega són de magnitud 0, i Sírius és de magnitud -1,46.

## Escala de magnituds
La moderna escala de magnituds, perfectament establerta, es basa en la lluentor dels estels en unes condicions determinades. En general, quan la lluentor d'un estel és 100 vegades major que el d'una altra, la seva magnitud és 5 unitats menor. Així quan la magnitud augmenta en 1 la lluentor disminueix en (100)1/5, és a dir, en 2,512. A causa que l'escala de magnituds s'estableix amb base en un quocient de lluentors, les lluentors segueixen una progressió geomètrica quan les magnituds segueixen una progressió aritmètica. Això es fa per dos motius: per acostar-se a l'antiga classificació grega de «grandàries» i per seguir la llei de Norman Pogson, anomenada raó de Pogson. L'escala actual de magnitud s'ha ajustat perquè coincidisca el més aproximadament possible amb la magnitud dels antics, sempre que s'utilitze l'ull humà per mesurar la magnitud, la qual cosa es diu magnitud visual.
| Magnitud |         |
| -------- | ------- |
| 0        | ---     |
| 1        | 2,512   |
| 2        | 6,310   |
| 3        | 15,851  |
| 4        | 39,818  |
| 5        | 100,022 |
| 6        | 251,257 |

La lluentor d'un estel disminueix amb la distància i amb l'absorció interestel·lar, així que les magnituds mesurades des de la Terra són sol magnituds aparents.

## Magnitud aparent i absoluta
Dos dels principals tipus de magnituds que distingeixen els astrònoms són:
- Magnitud aparent, la brillantor d'un objecte tal com apareix al cel nocturn.
- Magnitud absoluta, que mesura la lluminositat d'un objecte (o la llum reflectida per a objectes no lluminosos com asteroides); és la magnitud aparent de l'objecte vist des d'una distància específica, convencionalment 10 parsecs (32,6 anys llum).

La diferència entre aquests conceptes es pot veure comparant dues estrelles. Betelgeuse (magnitud aparent 0,5, magnitud absoluta -5,8) apareix lleugerament més tènue al cel que Alfa Centauri (magnitud aparent 0,0, magnitud absoluta 4,4) tot i que emet milers de vegades més llum, perquè Betelgeuse està molt més lluny.

### Magnitud aparent
Segons la moderna escala logarítmica de magnituds, dos objectes, un dels quals s'utilitza com a referència o línia de base, els fluxos de la qual (lluentors) mesurats des de la Terra en unitats de potència per unitat de superfície (com watts per metre quadrat, W  m-2) són F1 i Fref, tindran magnituds m1 i mref relacionades per
{\displaystyle m_{1}-m_{\rm {ref}}=-2.5\log _{10}\left({\frac {F_{1}}{F_{\rm {ref}}}}\right).}
Noteu que els astrònoms utilitzen sistemàticament el terme flux per al qual en física se sol anomenar intensitat, per tal d'evitar confusions amb la intensitat específica. Utilitzant aquesta fórmula, l'escala de magnituds es pot ampliar més enllà de l'antic rang de magnituds 1-6, i es converteix en una mesura precisa de la brillantor en comptes de ser simplement un sistema de classificació. Els astrònoms mesuren ara diferències tan petites com una centèsima de magnitud. Els estels que tenen magnituds entre 1,5 i 2,5 s'anomenen de segona magnitud; hi ha unes 20 estrelles més brillants que 1,5, que són estrelles de primera magnitud (vegeu la llista d'estrelles més brillants). Per exemple, Sírius és de magnitud -1,46, Arcturus és -0,04, Aldebaran és 0,85, Spica és 1,04, i Procyon és 0,34. Segons l'antic sistema de magnituds, totes aquestes estrelles podrien haver estat classificades com a "estrelles de primera magnitud".
Les magnituds també poden calcular-se per a objectes molt més brillants que els estels (com el Sol i la Lluna), i per a objectes massa febles per ser vistos per l'ull humà (com Plutó).

### Magnitud absoluta
Sovint només s'esmenta la magnitud aparent, ja que es pot mesurar directament. La magnitud absoluta es pot calcular a partir de la magnitud aparent i la distància de:
{\displaystyle m-M=2.5\log _{10}(d/10)^{2}=5\left(\log _{10}d-1\right)\,,}
perquè la intensitat disminueix proporcionalment a la distància al quadrat. Això es coneix com mòdul de distància, on d és la distància a l'estrella mesurada en parsecs, m és la magnitud aparent i M és la magnitud absoluta.
Si la línia de visió entre l'objecte i l'observador es veu afectada per extinció a causa de l'absorció de llum per partícules de pols interestel·lar, llavors la magnitud aparent de l'objecte serà corresponentment més feble. Per magnituds A d'extinció, la relació entre magnituds aparents i absolutes es converteix en
{\displaystyle m-M=5\left(\log _{10}d-1\right)+A.}
Les magnituds absolutes estel·lars solen designar-se amb una M majúscula amb un subíndex per indicar la banda passant. Per exemple, MV és la magnitud a 10 parsecs al V passband. Una magnitud bolomètrica (Mbol) és una magnitud absoluta ajustada per tenir en compte la radiació a totes les longituds d'ona; sol ser menor (és a dir, més brillant) que una magnitud absoluta en una banda de pas concreta, especialment per a objectes molt calents o molt freds. Les magnituds bolomètriques es defineixen formalment a partir de la lluminositat estel·lar a watts, i es normalitzen perquè siguin aproximadament iguals a MV per a les estrelles grogues.
Les magnituds absolutes dels objectes del sistema solar se citen sovint basant-se en una distància de 1 UA. S'hi fa referència amb el símbol H majúscula. Atès que aquests objectes estan il·luminats principalment per la llum reflectida del sol, una magnitud H es defineix com la magnitud aparent de lobjecte a 1 UA del sol i 1 UA de lobservador.

## Altres tipus de magnituds
Hi ha altres tipus de magnituds:
- Magnitud absoluta és la magnitud que té un estel col·locat a una distància determinada i sense absorció. La magnitud absoluta està relacionada amb la lluentor real o intrínseca.
- Magnitud bolomètrica quan en lloc de la radiació visible es té en compte tota la radiació que emet l'objecte.
- Segons l'aparell que mesura la lluentor, la magnitud aparent es classifica en magnitud fotoelèctrica, magnitud fotogràfica, magnitud fotovisual o magnitud monocromàtica.
- Magnitud integrada o magnitud total és la que tindria un objecte estel·lar extens (nebulosa o galàxia) si se suposa concentrada en un punt.
- Magnitud combinada és la que es mesura si s'observa conjuntament un parell d'estels que estan (aparentment) a prop entre si. L'observador les mesura amb una magnitud conjunta que es pot esbrinar a partir de les magnituds individuals.
- D'altra banda els eclipsis tenen una magnitud d'un eclipsi que depèn del diàmetre de Sol o Lluna ocultat.
- Concepte a part però relacionat amb la magnitud, la magnitud límit és la major magnitud que pot observar un telescopi o la major magnitud inclosa en un catàleg d'estels.